# 群馬県の市町村章一覧
群馬県の市町村章一覧（ぐんまけんのしちょうそんしょういちらん）は、群馬県内の市町村に制定されている、あるいは制定されていた市町村章の一覧である。なお、一覧の順序は全国地方公共団体コード順による。廃止された市町村章は廃止日から順に掲載している。

## 市部
| 市       | 市章 | 由来                                                             | 制定日         | 備考 |
| -------- | ---- | ---------------------------------------------------------------- | -------------- | --- |
| 前橋市   |      | 松平氏の馬印の紋章を継承したもの                                 | 1909年4月1日   | |
| 高崎市   |      | 二つの「高」を組み合わせ、四隅に先端を置き、「崎市」と訳したもの | 1920年11月29日 | |
| 桐生市   |      | 「大」をかたどる桐の花と桐の葉三枚を表したもの                   | 1928年10月2日  | 2代目の市章である                                                                                        |
| 伊勢崎市 |      | 勾玉・「い」を表したもの                                         | 2005年2月28日  | 伊勢崎町制時の1911年10月に町章として制定され、市制施行後に市章として継承され、新市制施行後にも継承される |
| 太田市   |      | 新田氏の旗印と「おおた」を配したもの                             | 2005年6月28日  | 色は黒色、「おおた」はゴシック体が指定されている 2代目の市章である                                       |
| 沼田市   |      | 外環は「沼」・中央の十字と外環で「田」を図案化したもの           | 1965年4月1日   | 沼田町制時の1938年に町章として制定され、市制施行後に継承され、1965年4月1日に正式に制定される             |
| 館林市   |      | 「立林（館林）」を模様化して図案化したもの                       | 1956年6月2日   | 館林町制時の1929年に制定され、市制施行後に継承される                                                     |
| 渋川市   |      | 「S」と赤城山・榛名山・利根川などの地勢を図案化したもの          | 2006年2月20日  | 色は緑色が指定されている 2代目の市章である                                                               |
| 藤岡市   |      | 「フ」を向かい合わせてフジと読み、中の「⌒」は丘を表したもの      | 1954年7月19日  | 藤岡町制時の1935年に町章として制定され、市制施行後に継承される                                           |
| 富岡市   |      | 太陽・鏑川・妙義山および「と」を図案化したもの                   | 2006年3月27日  | 2代目の市章である                                                                                        |
| 安中市   |      | 碓氷川・杉並木・「A」・めがね橋を表したもの                      | 2006年11月2日  | 色は青色と緑色が指定されている                                                                           |
| みどり市 |      | 笠懸町・大間々町・東村の合併を3本の木で表現                      | 2006年3月27日  | 色は緑色・黄緑色が指定されている                                                                         |

## 町村部
| 郡       | 町村       | 町村章 | 由来                                                                                 | 制定日         | 備考 |
| -------- | ---------- | ------ | ------------------------------------------------------------------------------------ | -------------- | --- |
| 北群馬郡 | 榛東村     |        | 「しん」を炎に置き換え、それらを組み合わせて図案化したもの                           | 1973年11月1日  | |
| 北群馬郡 | 吉岡町     |        | 「吉」・三つの鏃を表したもの                                                         | 1985年3月20日  | 吉岡村章として制定されていたものを町制施行後に継承される                                                                  |
| 多野郡   | 上野村     |        | 「上の」を図案化したもの                                                             | 1971年11月1日  | |
| 多野郡   | 神流町     |        | 恐竜の足跡を基本として、山の緑、清流、「か」を意匠化したもの                         | 2003年7月11日  | 色は水色と黄緑色が指定されている                                                                                          |
| 甘楽郡   | 下仁田町   |        | 「下」を円と直線で組み合わせて図案化したもの                                         | 1965年4月1日   | 1974年5月30日に規則される                                                                                                 |
| 甘楽郡   | 南牧村     |        | ｢な｣を円形に図案化したもの                                                           | 1968年3月22日  | |
| 甘楽郡   | 甘楽町     |        | 円型と上部両端で「甘」と両端は「ラ」を図案化したもの                                 | 1960年1月22日  | |
| 吾妻郡   | 中之条町   |        | 「中」を線で区切り、旧・中之条町・沢田村・伊参村・名久田村の四町村の合併を示したもの | 1973年1月1日   | |
| 吾妻郡   | 長野原町   |        | 「長」を飛鳥風に意匠化したもの                                                       | 1970年7月1日   | |
| 吾妻郡   | 嬬恋村     |        | キャベツの内側に「嬬」を配したもの                                                   | 1950年10月6日  | |
| 吾妻郡   | 草津町     |        | 九つの「サ」と草津温泉を表したもの                                                   | 1988年3月19日  | 1942年に千木良富士が作成されたものを1988年3月19日に正式に制定される                                                       |
| 吾妻郡   | 高山村     |        | 「た」を図案化したもの                                                               | 1971年2月10日  | 1979年11月24日に再制定される                                                                                              |
| 吾妻郡   | 東吾妻町   |        | 「ひ」を基本とし、吾妻川などを表したもの                                             | 2007年3月1日   | 色は青色・水色が指定されている                                                                                            |
| 利根郡   | 片品村     |        | ミズバショウを図案化したもの                                                         | 1989年10月1日  | 2代目の村章である |
| 利根郡   | 川場村     |        | 「川」と二つの「バ」を図案化したもの                                                 | 未制定         | 1922年頃に川場尋常小学校（現:川場村立川場小学校）の運動会の優勝旗をそのまま村章として使用され、村章としての制定条例もない |
| 利根郡   | 昭和村     |        | 「昭和」を象ったもの                                                                 | 1970年11月24日 | |
| 利根郡   | みなかみ町 |        | 「み」を図案化したもの                                                               | 2008年3月10日  | 色は青色が指定されている                                                                                                  |
| 佐波郡   | 玉村町     |        | 「玉」と翼を組み合わせたもの                                                         | 1966年8月27日  | 色は黒色が指定されている                                                                                                  |
| 邑楽郡   | 板倉町     |        | 「い」を円く図案化したもの                                                           | 1960年2月1日   | |
| 邑楽郡   | 明和町     |        | 日・月を合わせ、「明」を図案化したもの                                               | 1965年12月24日 | 明和村章として制定されていたものを町制施行後に継承される                                                                  |
| 邑楽郡   | 千代田町   |        | 四方に「千」、内側は「田」を図案化したもの                                           | 1979年9月18日  | 千代田村章として制定されていたものを町制施行後に継承される                                                                |
| 邑楽郡   | 大泉町     |        | 「大い」を図案化したもの                                                             | 1961年1月1日   | 1960年12月14日に公表されていたものを翌年の1月1日に制定される                                                              |
| 邑楽郡   | 邑楽町     |        | 中野村・高島村・長柄村の三町合併を表す三角形の内側の丸は「邑楽」を表したもの         | 1972年1月1日   | 色は青色と金色が指定されている                                                                                            |

## 廃止された市町村章
| 市郡     | 町村     | 市町村章       | 由来                                                                                       | 制定日         | 廃止日        | 備考                                                              |
| -------- | -------- | -------------- | ------------------------------------------------------------------------------------------ | -------------- | ------------- | ----------------------------------------------------------------- |
| 桐生市   |          |                | 桐の花を図案化したもの                                                                     | 1911年4月3日   | 1928年10月2日 | 桐生町章として制定され、市制施行後に初代の市章として継承された    |
| 利根郡   | 白沢村   |                | 「白」の左右に白鳩を配して「沢」を表したもの                                               | 1933年3月      | 1974年        | 初代の村章である                                                  |
| 利根郡   | 片品村   |                | 不明                                                                                       | 不明           | 1989年        | 初代の村章である                                                  |
| 多野郡   | 万場町   |                | 「ま」を丸く図案化したもの                                                                 | 1986年4月1日   | 2003年4月1日  |                                                                   |
| 多野郡   | 中里村   | （著作権存続） | 「な」を図案化したもの                                                                     | 1977年4月1日   | 2003年4月1日  |                                                                   |
| 勢多郡   | 大胡町   |                | 五つの「大」を表したもの                                                                   | 未制定         | 2004年12月5日 |                                                                   |
| 勢多郡   | 宮城村   | （著作権存続） | 「ミ」を円形に図案化したもの                                                               | 1979年         | 2004年12月5日 |                                                                   |
| 勢多郡   | 粕川村   |                | 「カ」を円形にし、「川」を図案化したもの                                                   | 1968年         | 2004年12月5日 |                                                                   |
| 佐波郡   | 境町     |                | 「さ」を図案化したもの                                                                     | 1963年7月4日   | 2005年1月1日  |                                                                   |
| 佐波郡   | 赤堀町   | （著作権存続） | アを図案化したもの                                                                         | 1972年9月26日  | 2005年1月1日  | 赤堀村章として制定され、町制施行後に継承される                    |
| 佐波郡   | 東村     |                | 「東」を図案化したもの                                                                     | 1984年5月3日   | 2005年1月1日  | 2代目の村章である                                                 |
| 利根郡   | 白沢村   | （著作権存続） | 「沢」の字を中心にし、そのまわりを四つの 「田」で輪を作っているもの                        | 1974年         | 2005年2月13日 | 2代目の村章である                                                 |
| 利根郡   | 利根村   |                | 「トネ」を表したもの                                                                       | 1967年5月23日  | 2005年2月13日 |                                                                   |
| 太田市   |          |                | 「太」を上下組み合わせて図案化したもの                                                     | 1936年8月1日   | 2005年3月28日 | 太田町章として制定され、市制施行後に初代の市章として継承される    |
| 新田郡   | 尾島町   |                | 「尾島」を象形し、中心部にある太い円を配したもの                                           | 1972年1月15日  | 2005年3月28日 |                                                                   |
| 新田郡   | 新田町   |                | 新田氏の家紋と「ニッタ」を図案化したもの                                                   | 1967年12月8日  | 2005年3月28日 |                                                                   |
| 新田郡   | 藪塚本町 | （著作権存続） | 「ヤブ」を図案化したもの                                                                   | 1968年1月1日   | 2005年3月28日 | 1972年1月10日に再制定された                                       |
| 勢多郡   | 新里村   |                | 「二」を力強く図案化したもの                                                               | 1971年12月18日 | 2005年6月13日 | 色は紺青色が指定されている                                        |
| 勢多郡   | 黒保根村 |                | 黒桧山・粟生山・荒神山を表し、その三山が重なっていることで山に囲まれた場所を表したもの     | 1975年11月23日 | 2005年6月13日 | 色は左右は赤色であり、中央部は黒色が指定されている                |
| 利根郡   | 月夜野町 |                | 「よの」を組み合わせ全体を丸く月を象らせ、全体は「月よの」であるもの                       | 1961年9月      | 2005年10月1日 |                                                                   |
| 利根郡   | 水上町   |                | 「水上」を図形で表現したもの                                                               | 1964年9月1日   | 2005年10月1日 |                                                                   |
| 利根郡   | 新治村   | （著作権存続） | 「にい」と表したもの                                                                       | 1966年1月1日   | 2005年10月1日 |                                                                   |
| 多野郡   | 鬼石町   |                | 三つの輪で「お」を表し、「石」を重ねたもの                                                 | 1969年10月1日  | 2006年1月1日  |                                                                   |
| 群馬郡   | 群馬町   |                | 「グ」を意匠化したもの                                                                     | 1972年6月26日  | 2006年1月23日 |                                                                   |
| 群馬郡   | 箕郷町   | （著作権存続） | 中央部の三角形は上毛三山表し、を「ミ」を表したもの                                         | 1973年         | 2006年1月23日 |                                                                   |
| 群馬郡   | 倉渕村   |                | 「くら」を躍動的に、「○」は「ぶち」を表している                                            | 1975年10月     | 2006年1月23日 |                                                                   |
| 多野郡   | 新町     |                | 「新」の外郭を上毛三山・河川・八咫鏡で囲んだもの                                           | 1934年12月17日 | 2006年1月23日 |                                                                   |
| 渋川市   |          |                | 「シブ」を図案化し、中央の丸の中で「川」を囲んだもの                                       | 1955年10月3日  | 2006年2月20日 |                                                                   |
| 北群馬郡 | 伊香保町 | （著作権存続） | 「伊」を草書体で意匠化したもの                                                             | 1972年12月28日 | 2006年2月20日 |                                                                   |
| 北群馬郡 | 小野上村 | （著作権存続） | 内部は「小野上」を図案化したものを円で囲んだもの                                           | 1989年12月20日 | 2006年2月20日 |                                                                   |
| 北群馬郡 | 子持村   | （著作権存続） | 全体は「コ」を形取り、円と内部で子持山・利根川・吾妻山を表したもの                         | 1974年6月20日  | 2006年2月20日 |                                                                   |
| 勢多郡   | 赤城村   |                | 「A」を図案化し、二の輪は人の「和」を意味したもの                                          | 1966年7月20日  | 2006年2月20日 |                                                                   |
| 勢多郡   | 北橘村   |                | タチバナの実の中に「北」を意匠化したもの                                                   | 1971年1月1日   | 2006年2月20日 |                                                                   |
| 安中市   |          |                | 「ア」を丸く図案化したもの                                                                 | 1960年1月1日   | 2006年3月18日 | 初代の市章である                                                  |
| 碓氷郡   | 松井田町 |                | 「マ」・松葉を組み合わせて図案化したもの                                                   | 1962年2月5日   | 2006年3月18日 |                                                                   |
| 富岡市   |          |                | 「ト岡」を図案化したもの                                                                   | 1954年7月7日   | 2006年3月27日 | 初代の市章である                                                  |
| 甘楽郡   | 妙義町   |                | 円い部分は観光・商工業・農業の三本柱で「Myogi.Town」を表し、上部に上毛三山を冠いているもの | 1965年3月      | 2006年3月27日 |                                                                   |
| 新田郡   | 笠懸町   | （著作権存続） | 「か」を飛鳥上にしたもの                                                                   | 1981年10月6日  | 2006年3月27日 | 笠懸村章として1966年に制定されたものを1981年10月6日に再制定される |
| 山田郡   | 大間々町 | （著作権存続） | サクラの花を象ったもの                                                                     | 1970年4月1日   | 2006年3月27日 |                                                                   |
| 勢多郡   | 東村     |                | 外側は「輪」・中の三角形は「森林・A」を抽象化したもの                                      | 1972年3月25日  | 2006年3月27日 |                                                                   |
| 吾妻郡   | 吾妻町   |                | 「吾」を図案化したもの                                                                     | 1958年1月1日   | 2006年3月27日 | 色は紫色が指定されている                                          |
| 吾妻郡   | 東村     |                | 「東」とキキョウを合成したもの                                                             | 1982年11月3日  | 2006年3月27日 | 色は紫色が指定されている                                          |
| 群馬郡   | 榛名町   |                | 「ハルナ」を図案化したもの                                                                 | 1956年6月      | 2006年10月1日 |                                                                   |
| 勢多郡   | 富士見村 |                | 富士山を図案化したもの                                                                     | 1978年9月1日   | 2009年5月5日  |                                                                   |
| 多野郡   | 吉井町   |                | 「よ」を図案化したもの                                                                     | 1955年12月1日  | 2009年6月1日  |                                                                   |
| 吾妻郡   | 六合村   | （著作権存続） | 「六合」を図案化したもの                                                                   | 1973年5月25日  | 2010年3月28日 |                                                                   |

### 書籍
- 小学館辞典編集部 編『図典 日本の市町村章』（初版第1刷）小学館、2007年1月10日。ISBN 4095263113。
- 近藤春夫『都市の紋章 : 一名・自治体の徽章』行水社、1915年。NDLJP:955061
- 中川幸也『シリーズ人間とシンボル第2号「都市の旗と紋章」』中川ケミカル、1987年10月11日。
- 丹羽基二『日本の市章 （東日本）』保育社、1984年4月5日。
- 望月政治『都章道章府章県章市章のすべて』日本出版貿易株式会社、1973年7月7日。
- NHK情報ネットワーク『NHKふるさとデータブック3 [関東]』日本放送協会、1992年4月1日。

### ウェブサイト
- 平成20年度群馬県市町村章要覧 17.市町村章一覧表

### 自治体書籍
- 鬼石町総務課『鬼石町例規集』群馬県多野郡鬼石町、1974年5月10日。
- 利根村役場『利根村例規集』群馬県利根郡利根村。
- 白沢村誌編纂委員会『白沢村誌』群馬県利根郡白沢村、1964年。
- 白沢村誌編纂委員会『新編・白沢村誌 村制百十周年記念事業』群馬県利根郡白沢村、2003年。
- 東村役場『佐波郡東村例規集』群馬県佐波郡東村。
- 東村役場『吾妻郡東村例規集』群馬県吾妻郡東村。